# تور دي آرديش للسيدات 2021
تور دي آرديش للسيدات 2021 (بالفرنسية: Tour cycliste féminin international de l'Ardèche 2021)‏ هو سباق دراجات هوائية من فئة سباق المرحلة، وهو الموسم رقم 19 من تور دي آرديش للسيدات، وأقيم خلال الفترة 8 سبتمبر 2021، وحتى 14 سبتمبر 2021، وهو أحد سباقات سباق الدراجات على الطريق للسيدات 2021، وشارك فيه 108 متسابقاً.
فاز بالمركز الأول ليا توماس، وبالمركز الثاني مارغريتا فيكتوريا غارسيا، وبالمركز الثالث أني سانستيبان، وكان الفائز حسب السرعة Nicole Steigenga ‏، وفاز ليا توماس في ترتيب النقاط، وكان الفائز حسب النقاط للشباب Henrietta Christie ‏، وكان الفائز في تصنيف الجبال Pauliena Rooijakkers ‏.

## الفرق
| فرق سيدات عالمية (5)- ليف ريسينغ 2021 ‏ - Liv AlUla Jayco ‏ - موفيستار للسيدات ‏ - Lidl–Trek (women's team) ‏ - يو أي أيه تيم ‏ فرق دراجات قارية سيدات (12)- EF Education–Tibco–SVB ‏ - أيه آر مونكس برو سيكلينج للسيدات 2021 ‏ - ماسي تكتيك تيم للسيدات ‏ - شارينت ماريتايم سيكلينج للسيدات سيكلينج 2021 ‏ - بنجوال شوفالمير 2021 ‏ - دولتشيني فان إيك بروكسيموس 2021 ‏ - بيبينك 2021 ‏ - توب قيرلز فسى برتولو 2021 ‏ - إن إكس تي جي ريسينغ 2021 ‏ - GT Krush Rebellease Pro Cycling ‏ - فرتو-بي تي سي ‏ - سوبيلا ومنز تيم ‏ فرق دراجات قارية سيدات (2)- اركيا للسيدات ‏ - لفيف للسيدات ‏ فريق دراجات هواة سيدات- MAT Atom Deweloper Wrocław ‏ |  |
| |  |

## المراحل
| قائمة المراحل | قائمة المراحل | قائمة المراحل                                 | قائمة المراحل | قائمة المراحل | قائمة المراحل    | قائمة المراحل |
| المرحلة       | التاريخ       | الدورة                                        |               | المسافة (كم)  | الفائز بالمرحلة  | القائد العام  |
| ------------- | ------------- | --------------------------------------------- | ------------- | ------------- | ---------------- | ------------- |
| مرحلة 1       | 8 سبتمبر      | أوبيناس – Barjac ‏                             | مرحلة جبلية   | 111٫95        | أرلينيس سيرا     | أرلينيس سيرا  |
| مرحلة 2       | 9 سبتمبر      | Anneyron ‏ – Beauchastel ‏                      | مرحلة جبلية   | 122٫64        | ليا توماس        | ليا توماس     |
| مرحلة 3       | 10 سبتمبر     | أفينيون – أفينيون                             | مرحلة مستوية  | 133٫858       | كلو هوسكينغ      | ليا توماس     |
| مرحلة 4       | 11 سبتمبر     | Aumont-Aubrac ‏ – Mont Lozère ‏                 | مرحلة جبلية   | 119٫565       | روث ويندر        | ليا توماس     |
| مرحلة 5       | 12 سبتمبر     | Saint-Jean-en-Royans ‏ – Saint-Jean-en-Royans ‏ | مرحلة جبلية   | 113٫5         | مارتا باستيانيلي | ليا توماس     |
| مرحلة 6       | 13 سبتمبر     | Anduze ‏ – Goudargues ‏                         | مرحلة جبلية   | 138٫52        | Teniel Campbell ‏ | ليا توماس     |
| مرحلة 7       | 14 سبتمبر     | Le Pouzin ‏ – بريفاس                           | مرحلة جبلية   | 84٫534        | لوسيندا براند    | ليا توماس     |

## النتيجة

### مرحلة 1
هي مرحلة جبلية، أقيمت في 8 سبتمبر 2021، وامتدّت لمسافة 111.95 كيلومتر. فاز بالمرحلة أرلينيس سيرا، وكان متصدر الترتيب العام في نهاية المرحلة أرلينيس سيرا، وكان المتصدر حسب ترتيب النقاط أرلينيس سيرا، وكان المتصدر في ترتيب التسلق Katia Ragusa ‏، وتصدر ترتيب السرعة Katia Ragusa ‏، وتصدر ترتيب النقاط للشباب Ally Wollaston ‏، وكان متصدر ترتيب الفرق موفيستار للسيدات 2021 ‏.
| التصنيف العام | التصنيف العام             | التصنيف العام    | التصنيف العام              | التصنيف العام |  |
| العداء        | العداء                    | البلد            | الفريق                     | الوقت         |  |
| ------------- | ------------------------- | ---------------- | -------------------------- | ------------- |  |
| 1             | أرلينيس سيرا              | كوبا             | A.R. Monex Women's         | 3 س 10 د 02 ث |  |
| 2             | مارتا باستيانيلي          | إيطاليا          | Alé BTC Ljubljana          | + 0 ث         |  |
| 3             | شيلا جوتيريز              | إسبانيا          | Movistar Women             | + 0 ث         |  |
| 4             | Lizzie Deignan            | المملكة المتحدة  | Trek-Segafredo             | + 0 ث         |  |
| 5             | لورين ستيفنز              | الولايات المتحدة | Tibco-Silicon Valley Bank  | + 0 ث         |  |
| 6             | Mieke Docx ‏               | بلجيكا           | Doltcini-Van Eyck-Proximus | + 0 ث         |  |
| 7             | روث ويندر                 | الولايات المتحدة | Trek-Segafredo             | + 0 ث         |  |
| 8             | Jeanne Korevaar ‏          | هولندا           | Liv Racing                 | + 0 ث         |  |
| 9             | Lucie Jounier ‏            | فرنسا            | Arkéa Pro Cycling Team     | + 0 ث         |  |
| 10            | Agnieszka Skalniak-Sójka ‏ | بولندا           | Mat Atom Deweloper         | + 0 ث         |  |

### مرحلة 2
هي مرحلة جبلية، أقيمت في 9 سبتمبر 2021، وامتدّت لمسافة 122.64 كيلومتر. فاز بالمرحلة ليا توماس، وكان متصدر الترتيب العام في نهاية المرحلة ليا توماس، وكان المتصدر حسب ترتيب النقاط أرلينيس سيرا، وكان المتصدر في ترتيب التسلق Pauliena Rooijakkers ‏، وتصدر ترتيب السرعة Katia Ragusa ‏، وتصدر ترتيب النقاط للشباب Marine Allione ‏، وكان متصدر ترتيب الفرق ليف ريسينغ 2021 ‏.
| التصنيف العام | التصنيف العام            | التصنيف العام    | التصنيف العام             | التصنيف العام |  |
| العداء        | العداء                   | البلد            | الفريق                    | الوقت         |  |
| ------------- | ------------------------ | ---------------- | ------------------------- | ------------- |  |
| 1             | ليا توماس                | الولايات المتحدة | Movistar Women            | 6 س 34 د 46 ث |  |
| 2             | أرلينيس سيرا             | كوبا             | A.R. Monex Women's        | + 9 ث         |  |
| 3             | Lizzie Deignan           | المملكة المتحدة  | Trek-Segafredo            | + 9 ث         |  |
| 4             | Jeanne Korevaar ‏         | هولندا           | Liv Racing                | + 9 ث         |  |
| 5             | ثاليتا دي جونج           | هولندا           | Bingoal-Chevalmeire       | + 9 ث         |  |
| 6             | مارغريتا فيكتوريا غارسيا | إسبانيا          | Alé BTC Ljubljana         | + 9 ث         |  |
| 7             | أني سانستيبان            | إسبانيا          | Team BikeExchange         | + 9 ث         |  |
| 8             | Špela Kern ‏              | سلوفينيا         | Massi Tactic              | + 9 ث         |  |
| 9             | Pauliena Rooijakkers ‏    | هولندا           | Liv Racing                | + 9 ث         |  |
| 10            | Veronica Ewers ‏          | الولايات المتحدة | Tibco-Silicon Valley Bank | + 9 ث         |  |

### مرحلة 3
هي مرحلة بسيطة، أقيمت في 10 سبتمبر 2021، وامتدّت لمسافة 133.858 كيلومتر. فاز بالمرحلة كلو هوسكينغ، وكان متصدر الترتيب العام في نهاية المرحلة ليا توماس، وكان المتصدر حسب ترتيب النقاط أرلينيس سيرا، وكان المتصدر في ترتيب التسلق Pauliena Rooijakkers ‏، وتصدر ترتيب السرعة Katia Ragusa ‏، وتصدر ترتيب النقاط للشباب Marine Allione ‏، وكان متصدر ترتيب الفرق أيه آر مونكس برو سيكلينج للسيدات 2021 ‏.
| التصنيف العام | التصنيف العام            | التصنيف العام    | التصنيف العام             | التصنيف العام  |  |
| العداء        | العداء                   | البلد            | الفريق                    | الوقت          |  |
| ------------- | ------------------------ | ---------------- | ------------------------- | -------------- |  |
| 1             | ليا توماس                | الولايات المتحدة | Movistar Women            | 10 س 13 د 58 ث |  |
| 2             | أرلينيس سيرا             | كوبا             | A.R. Monex Women's        | + 8 ث          |  |
| 3             | Lizzie Deignan           | المملكة المتحدة  | Trek-Segafredo            | + 9 ث          |  |
| 4             | Jeanne Korevaar ‏         | هولندا           | Liv Racing                | + 9 ث          |  |
| 5             | ثاليتا دي جونج           | هولندا           | Bingoal-Chevalmeire       | + 9 ث          |  |
| 6             | أني سانستيبان            | إسبانيا          | Team BikeExchange         | + 9 ث          |  |
| 7             | مارغريتا فيكتوريا غارسيا | إسبانيا          | Alé BTC Ljubljana         | + 9 ث          |  |
| 8             | Špela Kern ‏              | سلوفينيا         | Massi Tactic              | + 9 ث          |  |
| 9             | Pauliena Rooijakkers ‏    | هولندا           | Liv Racing                | + 9 ث          |  |
| 10            | Veronica Ewers ‏          | الولايات المتحدة | Tibco-Silicon Valley Bank | + 9 ث          |  |

### مرحلة 4
هي مرحلة جبلية، أقيمت في 11 سبتمبر 2021، وامتدّت لمسافة 119.565 كيلومتر. فاز بالمرحلة روث ويندر، وكان متصدر الترتيب العام في نهاية المرحلة ليا توماس، وكان المتصدر حسب ترتيب النقاط أرلينيس سيرا، وكان المتصدر في ترتيب التسلق Pauliena Rooijakkers ‏، وتصدر ترتيب السرعة Katia Ragusa ‏، وتصدر ترتيب النقاط للشباب Henrietta Christie ‏، وكان متصدر ترتيب الفرق تريك سيغافريدو.
| التصنيف العام | التصنيف العام            | التصنيف العام    | التصنيف العام             | التصنيف العام  |  |
| العداء        | العداء                   | البلد            | الفريق                    | الوقت          |  |
| ------------- | ------------------------ | ---------------- | ------------------------- | -------------- |  |
| 1             | ليا توماس                | الولايات المتحدة | Movistar Women            | 13 س 44 د 39 ث |  |
| 2             | أني سانستيبان            | إسبانيا          | Team BikeExchange         | + 9 ث          |  |
| 3             | مارغريتا فيكتوريا غارسيا | إسبانيا          | Alé BTC Ljubljana         | + 9 ث          |  |
| 4             | ثاليتا دي جونج           | هولندا           | Bingoal-Chevalmeire       | + 15 ث         |  |
| 5             | Pauliena Rooijakkers ‏    | هولندا           | Liv Racing                | + 15 ث         |  |
| 6             | Veronica Ewers ‏          | الولايات المتحدة | Tibco-Silicon Valley Bank | + 15 ث         |  |
| 7             | Lizzie Deignan           | المملكة المتحدة  | Trek-Segafredo            | + 18 ث         |  |
| 8             | أرلينيس سيرا             | كوبا             | A.R. Monex Women's        | + 34 ث         |  |
| 9             | Jeanne Korevaar ‏         | هولندا           | Liv Racing                | + 35 ث         |  |
| 10            | Špela Kern ‏              | سلوفينيا         | Massi Tactic              | + 42 ث         |  |

### مرحلة 5
هي مرحلة جبلية، أقيمت في 12 سبتمبر 2021، وامتدّت لمسافة 113.50 كيلومتر. فاز بالمرحلة مارتا باستيانيلي، وكان متصدر الترتيب العام في نهاية المرحلة ليا توماس، وكان المتصدر حسب ترتيب النقاط ليا توماس، وكان المتصدر في ترتيب التسلق Pauliena Rooijakkers ‏، وتصدر ترتيب السرعة Katia Ragusa ‏، وتصدر ترتيب النقاط للشباب Henrietta Christie ‏، وكان متصدر ترتيب الفرق تريك سيغافريدو.
| التصنيف العام | التصنيف العام            | التصنيف العام    | التصنيف العام             | التصنيف العام  |  |
| العداء        | العداء                   | البلد            | الفريق                    | الوقت          |  |
| ------------- | ------------------------ | ---------------- | ------------------------- | -------------- |  |
| 1             | ليا توماس                | الولايات المتحدة | Movistar Women            | 17 س 17 د 43 ث |  |
| 2             | أني سانستيبان            | إسبانيا          | Team BikeExchange         | + 9 ث          |  |
| 3             | مارغريتا فيكتوريا غارسيا | إسبانيا          | Alé BTC Ljubljana         | + 9 ث          |  |
| 4             | Pauliena Rooijakkers ‏    | هولندا           | Liv Racing                | + 20 ث         |  |
| 5             | Veronica Ewers ‏          | الولايات المتحدة | Tibco-Silicon Valley Bank | + 20 ث         |  |
| 6             | ثاليتا دي جونج           | هولندا           | Bingoal-Chevalmeire       | + 1 د 43 ث     |  |
| 7             | أرلينيس سيرا             | كوبا             | A.R. Monex Women's        | + 2 د 02 ث     |  |
| 8             | Jeanne Korevaar ‏         | هولندا           | Liv Racing                | + 2 د 03 ث     |  |
| 9             | Špela Kern ‏              | سلوفينيا         | Massi Tactic              | + 2 د 10 ث     |  |
| 10            | روث ويندر                | الولايات المتحدة | Trek-Segafredo            | + 4 د 35 ث     |  |

### مرحلة 6
هي مرحلة جبلية، أقيمت في 13 سبتمبر 2021، وامتدّت لمسافة 138.52 كيلومتر. فاز بالمرحلة Teniel Campbell ‏، وكان متصدر الترتيب العام في نهاية المرحلة ليا توماس، وكان المتصدر حسب ترتيب النقاط ليا توماس، وكان المتصدر في ترتيب التسلق Pauliena Rooijakkers ‏، وتصدر ترتيب السرعة Katia Ragusa ‏، وتصدر ترتيب النقاط للشباب Henrietta Christie ‏، وكان متصدر ترتيب الفرق تريك سيغافريدو.
| التصنيف العام | التصنيف العام            | التصنيف العام    | التصنيف العام             | التصنيف العام  |  |
| العداء        | العداء                   | البلد            | الفريق                    | الوقت          |  |
| ------------- | ------------------------ | ---------------- | ------------------------- | -------------- |  |
| 1             | ليا توماس                | الولايات المتحدة | Movistar Women            | 20 س 55 د 08 ث |  |
| 2             | مارغريتا فيكتوريا غارسيا | إسبانيا          | Alé BTC Ljubljana         | + 9 ث          |  |
| 3             | أني سانستيبان            | إسبانيا          | Team BikeExchange         | + 9 ث          |  |
| 4             | Veronica Ewers ‏          | الولايات المتحدة | Tibco-Silicon Valley Bank | + 20 ث         |  |
| 5             | Pauliena Rooijakkers ‏    | هولندا           | Liv Racing                | + 20 ث         |  |
| 6             | ثاليتا دي جونج           | هولندا           | Bingoal-Chevalmeire       | + 1 د 43 ث     |  |
| 7             | أرلينيس سيرا             | كوبا             | A.R. Monex Women's        | + 2 د 02 ث     |  |
| 8             | Jeanne Korevaar ‏         | هولندا           | Liv Racing                | + 2 د 03 ث     |  |
| 9             | Špela Kern ‏              | سلوفينيا         | Massi Tactic              | + 2 د 10 ث     |  |
| 10            | مارتا باستيانيلي         | إيطاليا          | Alé BTC Ljubljana         | + 6 د 53 ث     |  |

### مرحلة 7
هي مرحلة جبلية، أقيمت في 14 سبتمبر 2021، وامتدّت لمسافة 84.534 كيلومتر. فاز بالمرحلة لوسيندا براند، وكان متصدر الترتيب العام في نهاية المرحلة ليا توماس، وكان المتصدر حسب ترتيب النقاط ليا توماس، وكان المتصدر في ترتيب التسلق Pauliena Rooijakkers ‏، وتصدر ترتيب النقاط للشباب Henrietta Christie ‏، وكان متصدر ترتيب الفرق 2021 Team BikeExchange Women ‏.

## المشاركون
| EF Education–Tibco–SVB ‏ TIB | EF Education–Tibco–SVB ‏ TIB | EF Education–Tibco–SVB ‏ TIB |
| --------------------------- | --------------------------- | --------------------------- |
| م                           | عداء                        | مرتبة                       |
| 1                           | لورين ستيفنز                | لم يكمل السباق-5            |
| 2                           | نينا كيسلر                  | 41                          |
| 3                           | Emily Newsom ‏               | 73                          |
| 4                           | ليا ديكسون ‏                 | لم يكمل السباق-2            |
| 5                           | Emma Langley ‏               | 19                          |
| 6                           | Veronica Ewers ‏             | 5                           |

| Liv AlUla Jayco ‏ BEX | Liv AlUla Jayco ‏ BEX | Liv AlUla Jayco ‏ BEX |
| -------------------- | -------------------- | -------------------- |
| م                    | عداء                 | مرتبة                |
| 11                   | أماندا سبرات         | 21                   |
| 12                   | لوسي كينيدي          | 15                   |
| 13                   | جيسيكا ألين          | 65                   |
| 14                   | أني سانستيبان        | 3                    |
| 15                   | يانيكي إنسينغ        | لم يكمل السباق-5     |
| 16                   | Teniel Campbell ‏     | 57                   |

| موفيستار للسيدات ‏ MOV | موفيستار للسيدات ‏ MOV  | موفيستار للسيدات ‏ MOV |
| --------------------- | ---------------------- | --------------------- |
| م                     | عداء                   | مرتبة                 |
| 21                    | أليسيا غونزاليس بلانكو | 48                    |
| 22                    | باربرا جوارشي          | 62                    |
| 23                    | شيلا جوتيريز           | 45                    |
| 24                    | Paula Patiño ‏          | 20                    |
| 25                    | Alba Teruel Ribes ‏     | 53                    |
| 26                    | ليا توماس              | 1                     |

| Lidl–Trek (women's team) ‏ TFS | Lidl–Trek (women's team) ‏ TFS | Lidl–Trek (women's team) ‏ TFS |
| ----------------------------- | ----------------------------- | ----------------------------- |
| م                             | عداء                          | مرتبة                         |
| 31                            | لوسيندا براند                 | 10                            |
| 32                            | Lizzie Deignan                | 13                            |
| 33                            | Lauretta Hanson ‏              | لم يكمل السباق-7              |
| 34                            | كلو هوسكينغ                   | لم يكمل السباق-7              |
| 35                            | Elynor Bäckstedt ‏             | لم يكمل السباق-5              |
| 36                            | روث ويندر                     | لم يبدأ-6                     |

| ليف ريسينغ ‏ LIV | ليف ريسينغ ‏ LIV       | ليف ريسينغ ‏ LIV  |
| --------------- | --------------------- | ---------------- |
| م               | عداء                  | مرتبة            |
| 41              | Evy Kuijpers ‏         | 76               |
| 42              | Ayesha McGowan ‏       | 50               |
| 43              | Jeanne Korevaar ‏      | 6                |
| 44              | Pauliena Rooijakkers ‏ | 4                |
| 45              | Sabrina Stultiens ‏    | لم يكمل السباق-6 |

| يو أي أيه تيم ‏ ALE | يو أي أيه تيم ‏ ALE       | يو أي أيه تيم ‏ ALE |
| ------------------ | ------------------------ | ------------------ |
| م                  | عداء                     | مرتبة              |
| 51                 | مارغريتا فيكتوريا غارسيا | 2                  |
| 52                 | مارتا باستيانيلي         | 14                 |
| 53                 | Maaike Boogaard ‏         | 33                 |
| 54                 | صوفي رايت                | 24                 |
| 56                 | Laura Tomasi ‏            | لم يبدأ-7          |

| أيه آر مونكس برو سيكلينج للسيدات ‏ ASA | أيه آر مونكس برو سيكلينج للسيدات ‏ ASA | أيه آر مونكس برو سيكلينج للسيدات ‏ ASA |
| ------------------------------------- | ------------------------------------- | ------------------------------------- |
| م                                     | عداء                                  | مرتبة                                 |
| 61                                    | Adriana Gutierrez Arzaluz‏             | 39                                    |
| 62                                    | أرلينيس سيرا                          | 8                                     |
| 63                                    | Mariia Miliaeva ‏                      | 74                                    |
| 64                                    | Katia Ragusa ‏                         | 37                                    |
| 65                                    | Maria Vittoria Sperotto ‏              | 59                                    |
| 66                                    | Jade Teolis‏                           | 70                                    |

| اركيا للسيدات ‏ ARK | اركيا للسيدات ‏ ARK  | اركيا للسيدات ‏ ARK |
| ------------------ | ------------------- | ------------------ |
| م                  | عداء                | مرتبة              |
| 71                 | بولين ألين          | 29                 |
| 72                 | Amandine Fouquenet ‏ | 22                 |
| 73                 | Lucie Jounier ‏      | 34                 |
| 74                 | Typhaine Laurance ‏  | لم يكمل السباق-2   |
| 75                 | Greta Richioud ‏     | 31                 |
| 76                 | Sandra Levenez ‏     | 18                 |

| ماسي تكتيك تيم للسيدات ‏ MAT | ماسي تكتيك تيم للسيدات ‏ MAT | ماسي تكتيك تيم للسيدات ‏ MAT |
| --------------------------- | --------------------------- | --------------------------- |
| م                           | عداء                        | مرتبة                       |
| 81                          | Špela Kern ‏                 | 9                           |
| 82                          | Maaike Coljé ‏               | لم يكمل السباق-2            |
| 83                          | Mireia Benito ‏              | 27                          |
| 85                          | Agua Marina Espínola ‏       | 56                          |
| 86                          | Mireia Trias ‏               | 25                          |

| شارينت ماريتايم سيلينج للسيدات ‏ CMW | شارينت ماريتايم سيلينج للسيدات ‏ CMW | شارينت ماريتايم سيلينج للسيدات ‏ CMW |
| ----------------------------------- | ----------------------------------- | ----------------------------------- |
| م                                   | عداء                                | مرتبة                               |
| 91                                  | Marion Colard‏                       | 26                                  |
| 92                                  | Marine Allione ‏                     | لم يكمل السباق-6                    |
| 93                                  | Manon Souyris ‏                      | 69                                  |
| 94                                  | Maëva Squiban ‏                      | 51                                  |
| 95                                  | Séverine Eraud ‏                     | لم يكمل السباق-3                    |

| بنجوال شوفالمير ‏ CCT | بنجوال شوفالمير ‏ CCT | بنجوال شوفالمير ‏ CCT |
| -------------------- | -------------------- | -------------------- |
| م                    | عداء                 | مرتبة                |
| 101                  | ثاليتا دي جونج       | 7                    |
| 102                  | ديمي دي جونغ ‏        | لم يكمل السباق-7     |
| 104                  | روسيلا راتو          | 35                   |
| 106                  | Justine Ghekiere ‏    | 12                   |

| دولتشيني فان إيك بروكسيموس ‏ DVE | دولتشيني فان إيك بروكسيموس ‏ DVE | دولتشيني فان إيك بروكسيموس ‏ DVE |
| ------------------------------- | ------------------------------- | ------------------------------- |
| م                               | عداء                            | مرتبة                           |
| 111                             | Lotte Claes ‏                    | 16                              |
| 112                             | Mieke Docx ‏                     | 49                              |
| 113                             | Lotte Popelier‏                  | لم يكمل السباق-6                |
| 114                             | Nicole Steigenga ‏               | 54                              |
| 115                             | Barbara Sniezynska‏              | 77                              |

| لفيف للسيدات ‏ LCW | لفيف للسيدات ‏ LCW      | لفيف للسيدات ‏ LCW |
| ----------------- | ---------------------- | ----------------- |
| م                 | عداء                   | مرتبة             |
| 121               | Bronwyn Macgregor‏      | 23                |
| 122               | Fiona Turnbull‏         | لم يكمل السباق-2  |
| 123               | Sophie Enever‏          | 40                |
| 124               | Azulde Britz‏           | 79                |
| 125               | Marga López (cyclist) ‏ | OTL-1             |
| 126               | Alicia Evans‏           | 46                |

| بيبينك ‏ BPK | بيبينك ‏ BPK         | بيبينك ‏ BPK      |
| ----------- | ------------------- | ---------------- |
| م           | عداء                | مرتبة            |
| 131         | Silvia Valsecchi ‏   | 66               |
| 132         | Henrietta Christie ‏ | 17               |
| 133         | Vania Canvelli ‏     | 64               |
| 134         | Kate McCarthy ‏      | لم يكمل السباق-3 |
| 135         | Nadia Quagliotto ‏   | 11               |
| 136         | Markéta Hájková ‏    | 50               |

| توب قيرلز فسى برتولو ‏ TOP | توب قيرلز فسى برتولو ‏ TOP | توب قيرلز فسى برتولو ‏ TOP |
| ------------------------- | ------------------------- | ------------------------- |
| م                         | عداء                      | مرتبة                     |
| 141                       | Elisa Dalla Valle ‏        | 72                        |
| 142                       | Iris Monticolo ‏           | 58                        |
| 144                       | Vanessa Michieletto ‏      | 78                        |
| 145                       | Gaia Masetti ‏             | 43                        |
| 146                       | Giorgia Vettorello ‏       | 55                        |

| إن إكس تي جي ريسينغ ‏ NXG | إن إكس تي جي ريسينغ ‏ NXG | إن إكس تي جي ريسينغ ‏ NXG |
| ------------------------ | ------------------------ | ------------------------ |
| م                        | عداء                     | مرتبة                    |
| 151                      | Amelia Sharpe ‏           | 42                       |
| 152                      | Britt Knaven ‏            | 68                       |
| 153                      | Charlotte Kool ‏          | لم يكمل السباق-6         |
| 154                      | Ilse Pluimers ‏           | 44                       |
| 155                      | Ally Wollaston ‏          | 38                       |
| 156                      | Mylène de Zoete ‏         | لم يكمل السباق-5         |

| GT Krush Rebellease Pro Cycling ‏ BPC | GT Krush Rebellease Pro Cycling ‏ BPC | GT Krush Rebellease Pro Cycling ‏ BPC |
| ------------------------------------ | ------------------------------------ | ------------------------------------ |
| م                                    | عداء                                 | مرتبة                                |
| 161                                  | هنريتا كولبورن                       | OTL-1                                |
| 162                                  | Inez Beijer ‏                         | 47                                   |
| 163                                  | Marissa Baks ‏                        | لم يكمل السباق-7                     |
| 164                                  | Quinty Ton ‏                          | 36                                   |
| 165                                  | Nienke Wasmus ‏                       | 75                                   |

| بدون فريق ___ | بدون فريق ___           | بدون فريق ___    |
| ------------- | ----------------------- | ---------------- |
| م             | عداء                    | مرتبة            |
| 166           | Carola van de Wetering ‏ | لم يكمل السباق-3 |

| فرتو-بي تي سي ‏ FAR | فرتو-بي تي سي ‏ FAR       | فرتو-بي تي سي ‏ FAR |
| ------------------ | ------------------------ | ------------------ |
| م                  | عداء                     | مرتبة              |
| 171                | Enara López ‏             | 61                 |
| 172                | Diana Pedrosa‏            | لم يكمل السباق-6   |
| 174                | Carla Fernandez Torres‏   | لم يكمل السباق-2   |
| 175                | Maria Del Pilar Jimenez ‏ | لم يكمل السباق-2   |

| سوبيلا ومنز تيم ‏ SWT | سوبيلا ومنز تيم ‏ SWT      | سوبيلا ومنز تيم ‏ SWT |
| -------------------- | ------------------------- | -------------------- |
| م                    | عداء                      | مرتبة                |
| 181                  | Alice Coutinho ‏           | 52                   |
| 182                  | Claire Steels ‏            | لم يكمل السباق-7     |
| 183                  | Molly Patch‏               | لم يكمل السباق-4     |
| 184                  | Sofia Rodríguez ‏          | لم يكمل السباق-7     |
| 185                  | Maria Banlles Santamaria ‏ | لم يكمل السباق-5     |

| MAT Atom Deweloper Wrocław ‏ MAW | MAT Atom Deweloper Wrocław ‏ MAW | MAT Atom Deweloper Wrocław ‏ MAW |
| ------------------------------- | ------------------------------- | ------------------------------- |
| م                               | عداء                            | مرتبة                           |
| 201                             | Katarzyna Wilkos ‏               | 61                              |
| 202                             | Monika Brzeźna ‏                 | 46                              |
| 203                             | Agnieszka Skalniak-Sójka ‏       | 20                              |
| 204                             | Kaja Rysz ‏                      | 56                              |
| 205                             | Ewa Brozyna‏                     | 60                              |

| EF Education–Tibco–SVB ‏ TIB | EF Education–Tibco–SVB ‏ TIB | EF Education–Tibco–SVB ‏ TIB |
| --------------------------- | --------------------------- | --------------------------- |
| م                           | عداء                        | مرتبة                       |
| 1                           | لورين ستيفنز                | لم يكمل السباق-5            |
| 2                           | نينا كيسلر                  | 41                          |
| 3                           | Emily Newsom ‏               | 73                          |
| 4                           | ليا ديكسون ‏                 | لم يكمل السباق-2            |
| 5                           | Emma Langley ‏               | 19                          |
| 6                           | Veronica Ewers ‏             | 5                           |

| Liv AlUla Jayco ‏ BEX | Liv AlUla Jayco ‏ BEX | Liv AlUla Jayco ‏ BEX |
| -------------------- | -------------------- | -------------------- |
| م                    | عداء                 | مرتبة                |
| 11                   | أماندا سبرات         | 21                   |
| 12                   | لوسي كينيدي          | 15                   |
| 13                   | جيسيكا ألين          | 65                   |
| 14                   | أني سانستيبان        | 3                    |
| 15                   | يانيكي إنسينغ        | لم يكمل السباق-5     |
| 16                   | Teniel Campbell ‏     | 57                   |

| موفيستار للسيدات ‏ MOV | موفيستار للسيدات ‏ MOV  | موفيستار للسيدات ‏ MOV |
| --------------------- | ---------------------- | --------------------- |
| م                     | عداء                   | مرتبة                 |
| 21                    | أليسيا غونزاليس بلانكو | 48                    |
| 22                    | باربرا جوارشي          | 62                    |
| 23                    | شيلا جوتيريز           | 45                    |
| 24                    | Paula Patiño ‏          | 20                    |
| 25                    | Alba Teruel Ribes ‏     | 53                    |
| 26                    | ليا توماس              | 1                     |

| Lidl–Trek (women's team) ‏ TFS | Lidl–Trek (women's team) ‏ TFS | Lidl–Trek (women's team) ‏ TFS |
| ----------------------------- | ----------------------------- | ----------------------------- |
| م                             | عداء                          | مرتبة                         |
| 31                            | لوسيندا براند                 | 10                            |
| 32                            | Lizzie Deignan                | 13                            |
| 33                            | Lauretta Hanson ‏              | لم يكمل السباق-7              |
| 34                            | كلو هوسكينغ                   | لم يكمل السباق-7              |
| 35                            | Elynor Bäckstedt ‏             | لم يكمل السباق-5              |
| 36                            | روث ويندر                     | لم يبدأ-6                     |

| ليف ريسينغ ‏ LIV | ليف ريسينغ ‏ LIV       | ليف ريسينغ ‏ LIV  |
| --------------- | --------------------- | ---------------- |
| م               | عداء                  | مرتبة            |
| 41              | Evy Kuijpers ‏         | 76               |
| 42              | Ayesha McGowan ‏       | 50               |
| 43              | Jeanne Korevaar ‏      | 6                |
| 44              | Pauliena Rooijakkers ‏ | 4                |
| 45              | Sabrina Stultiens ‏    | لم يكمل السباق-6 |

| يو أي أيه تيم ‏ ALE | يو أي أيه تيم ‏ ALE       | يو أي أيه تيم ‏ ALE |
| ------------------ | ------------------------ | ------------------ |
| م                  | عداء                     | مرتبة              |
| 51                 | مارغريتا فيكتوريا غارسيا | 2                  |
| 52                 | مارتا باستيانيلي         | 14                 |
| 53                 | Maaike Boogaard ‏         | 33                 |
| 54                 | صوفي رايت                | 24                 |
| 56                 | Laura Tomasi ‏            | لم يبدأ-7          |

| أيه آر مونكس برو سيكلينج للسيدات ‏ ASA | أيه آر مونكس برو سيكلينج للسيدات ‏ ASA | أيه آر مونكس برو سيكلينج للسيدات ‏ ASA |
| ------------------------------------- | ------------------------------------- | ------------------------------------- |
| م                                     | عداء                                  | مرتبة                                 |
| 61                                    | Adriana Gutierrez Arzaluz‏             | 39                                    |
| 62                                    | أرلينيس سيرا                          | 8                                     |
| 63                                    | Mariia Miliaeva ‏                      | 74                                    |
| 64                                    | Katia Ragusa ‏                         | 37                                    |
| 65                                    | Maria Vittoria Sperotto ‏              | 59                                    |
| 66                                    | Jade Teolis‏                           | 70                                    |

| اركيا للسيدات ‏ ARK | اركيا للسيدات ‏ ARK  | اركيا للسيدات ‏ ARK |
| ------------------ | ------------------- | ------------------ |
| م                  | عداء                | مرتبة              |
| 71                 | بولين ألين          | 29                 |
| 72                 | Amandine Fouquenet ‏ | 22                 |
| 73                 | Lucie Jounier ‏      | 34                 |
| 74                 | Typhaine Laurance ‏  | لم يكمل السباق-2   |
| 75                 | Greta Richioud ‏     | 31                 |
| 76                 | Sandra Levenez ‏     | 18                 |

| ماسي تكتيك تيم للسيدات ‏ MAT | ماسي تكتيك تيم للسيدات ‏ MAT | ماسي تكتيك تيم للسيدات ‏ MAT |
| --------------------------- | --------------------------- | --------------------------- |
| م                           | عداء                        | مرتبة                       |
| 81                          | Špela Kern ‏                 | 9                           |
| 82                          | Maaike Coljé ‏               | لم يكمل السباق-2            |
| 83                          | Mireia Benito ‏              | 27                          |
| 85                          | Agua Marina Espínola ‏       | 56                          |
| 86                          | Mireia Trias ‏               | 25                          |

| شارينت ماريتايم سيلينج للسيدات ‏ CMW | شارينت ماريتايم سيلينج للسيدات ‏ CMW | شارينت ماريتايم سيلينج للسيدات ‏ CMW |
| ----------------------------------- | ----------------------------------- | ----------------------------------- |
| م                                   | عداء                                | مرتبة                               |
| 91                                  | Marion Colard‏                       | 26                                  |
| 92                                  | Marine Allione ‏                     | لم يكمل السباق-6                    |
| 93                                  | Manon Souyris ‏                      | 69                                  |
| 94                                  | Maëva Squiban ‏                      | 51                                  |
| 95                                  | Séverine Eraud ‏                     | لم يكمل السباق-3                    |

| بنجوال شوفالمير ‏ CCT | بنجوال شوفالمير ‏ CCT | بنجوال شوفالمير ‏ CCT |
| -------------------- | -------------------- | -------------------- |
| م                    | عداء                 | مرتبة                |
| 101                  | ثاليتا دي جونج       | 7                    |
| 102                  | ديمي دي جونغ ‏        | لم يكمل السباق-7     |
| 104                  | روسيلا راتو          | 35                   |
| 106                  | Justine Ghekiere ‏    | 12                   |

| دولتشيني فان إيك بروكسيموس ‏ DVE | دولتشيني فان إيك بروكسيموس ‏ DVE | دولتشيني فان إيك بروكسيموس ‏ DVE |
| ------------------------------- | ------------------------------- | ------------------------------- |
| م                               | عداء                            | مرتبة                           |
| 111                             | Lotte Claes ‏                    | 16                              |
| 112                             | Mieke Docx ‏                     | 49                              |
| 113                             | Lotte Popelier‏                  | لم يكمل السباق-6                |
| 114                             | Nicole Steigenga ‏               | 54                              |
| 115                             | Barbara Sniezynska‏              | 77                              |

| لفيف للسيدات ‏ LCW | لفيف للسيدات ‏ LCW      | لفيف للسيدات ‏ LCW |
| ----------------- | ---------------------- | ----------------- |
| م                 | عداء                   | مرتبة             |
| 121               | Bronwyn Macgregor‏      | 23                |
| 122               | Fiona Turnbull‏         | لم يكمل السباق-2  |
| 123               | Sophie Enever‏          | 40                |
| 124               | Azulde Britz‏           | 79                |
| 125               | Marga López (cyclist) ‏ | OTL-1             |
| 126               | Alicia Evans‏           | 46                |

| بيبينك ‏ BPK | بيبينك ‏ BPK         | بيبينك ‏ BPK      |
| ----------- | ------------------- | ---------------- |
| م           | عداء                | مرتبة            |
| 131         | Silvia Valsecchi ‏   | 66               |
| 132         | Henrietta Christie ‏ | 17               |
| 133         | Vania Canvelli ‏     | 64               |
| 134         | Kate McCarthy ‏      | لم يكمل السباق-3 |
| 135         | Nadia Quagliotto ‏   | 11               |
| 136         | Markéta Hájková ‏    | 50               |

| توب قيرلز فسى برتولو ‏ TOP | توب قيرلز فسى برتولو ‏ TOP | توب قيرلز فسى برتولو ‏ TOP |
| ------------------------- | ------------------------- | ------------------------- |
| م                         | عداء                      | مرتبة                     |
| 141                       | Elisa Dalla Valle ‏        | 72                        |
| 142                       | Iris Monticolo ‏           | 58                        |
| 144                       | Vanessa Michieletto ‏      | 78                        |
| 145                       | Gaia Masetti ‏             | 43                        |
| 146                       | Giorgia Vettorello ‏       | 55                        |

| إن إكس تي جي ريسينغ ‏ NXG | إن إكس تي جي ريسينغ ‏ NXG | إن إكس تي جي ريسينغ ‏ NXG |
| ------------------------ | ------------------------ | ------------------------ |
| م                        | عداء                     | مرتبة                    |
| 151                      | Amelia Sharpe ‏           | 42                       |
| 152                      | Britt Knaven ‏            | 68                       |
| 153                      | Charlotte Kool ‏          | لم يكمل السباق-6         |
| 154                      | Ilse Pluimers ‏           | 44                       |
| 155                      | Ally Wollaston ‏          | 38                       |
| 156                      | Mylène de Zoete ‏         | لم يكمل السباق-5         |

| GT Krush Rebellease Pro Cycling ‏ BPC | GT Krush Rebellease Pro Cycling ‏ BPC | GT Krush Rebellease Pro Cycling ‏ BPC |
| ------------------------------------ | ------------------------------------ | ------------------------------------ |
| م                                    | عداء                                 | مرتبة                                |
| 161                                  | هنريتا كولبورن                       | OTL-1                                |
| 162                                  | Inez Beijer ‏                         | 47                                   |
| 163                                  | Marissa Baks ‏                        | لم يكمل السباق-7                     |
| 164                                  | Quinty Ton ‏                          | 36                                   |
| 165                                  | Nienke Wasmus ‏                       | 75                                   |

| بدون فريق ___ | بدون فريق ___           | بدون فريق ___    |
| ------------- | ----------------------- | ---------------- |
| م             | عداء                    | مرتبة            |
| 166           | Carola van de Wetering ‏ | لم يكمل السباق-3 |

| فرتو-بي تي سي ‏ FAR | فرتو-بي تي سي ‏ FAR       | فرتو-بي تي سي ‏ FAR |
| ------------------ | ------------------------ | ------------------ |
| م                  | عداء                     | مرتبة              |
| 171                | Enara López ‏             | 61                 |
| 172                | Diana Pedrosa‏            | لم يكمل السباق-6   |
| 174                | Carla Fernandez Torres‏   | لم يكمل السباق-2   |
| 175                | Maria Del Pilar Jimenez ‏ | لم يكمل السباق-2   |

| سوبيلا ومنز تيم ‏ SWT | سوبيلا ومنز تيم ‏ SWT      | سوبيلا ومنز تيم ‏ SWT |
| -------------------- | ------------------------- | -------------------- |
| م                    | عداء                      | مرتبة                |
| 181                  | Alice Coutinho ‏           | 52                   |
| 182                  | Claire Steels ‏            | لم يكمل السباق-7     |
| 183                  | Molly Patch‏               | لم يكمل السباق-4     |
| 184                  | Sofia Rodríguez ‏          | لم يكمل السباق-7     |
| 185                  | Maria Banlles Santamaria ‏ | لم يكمل السباق-5     |

| MAT Atom Deweloper Wrocław ‏ MAW | MAT Atom Deweloper Wrocław ‏ MAW | MAT Atom Deweloper Wrocław ‏ MAW |
| ------------------------------- | ------------------------------- | ------------------------------- |
| م                               | عداء                            | مرتبة                           |
| 201                             | Katarzyna Wilkos ‏               | 61                              |
| 202                             | Monika Brzeźna ‏                 | 46                              |
| 203                             | Agnieszka Skalniak-Sójka ‏       | 20                              |
| 204                             | Kaja Rysz ‏                      | 56                              |
| 205                             | Ewa Brozyna‏                     | 60                              |

## التصنيف العام النهائي
| التصنيف العام         | التصنيف العام            | التصنيف العام    | التصنيف العام             | التصنيف العام  |
| العداء                | العداء                   | البلد            | الفريق                    | الوقت          |
| --------------------- | ------------------------ | ---------------- | ------------------------- | -------------- |
| 1                     | ليا توماس                | الولايات المتحدة | Movistar Women            | 23 س 18 د 12 ث |
| 2                     | مارغريتا فيكتوريا غارسيا | إسبانيا          | Alé BTC Ljubljana         | + 9 ث          |
| 3                     | أني سانستيبان            | إسبانيا          | Team BikeExchange         | + 9 ث          |
| 4                     | Pauliena Rooijakkers ‏    | هولندا           | Liv Racing                | + 26 ث         |
| 5                     | Veronica Ewers ‏          | الولايات المتحدة | Tibco-Silicon Valley Bank | + 52 ث         |
| 6                     | Jeanne Korevaar ‏         | هولندا           | Liv Racing                | + 1 د 30 ث     |
| 7                     | ثاليتا دي جونج           | هولندا           | Bingoal-Chevalmeire       | + 2 د 47 ث     |
| 8                     | أرلينيس سيرا             | كوبا             | A.R. Monex Women's        | + 3 د 10 ث     |
| 9                     | Špela Kern ‏              | سلوفينيا         | Massi Tactic              | + 3 د 24 ث     |
| 10                    | لوسيندا براند            | هولندا           | Trek-Segafredo            | + 5 د 39 ث     |
| مصدر: ProCyclingStats |                          |                  |                           |                |

### تصنيف النقاط
| تصنيف النقاط          | تصنيف النقاط             | تصنيف النقاط     | تصنيف النقاط              | تصنيف النقاط |
| العداء                | العداء                   | البلد            | الفريق                    | النقاط       |
| --------------------- | ------------------------ | ---------------- | ------------------------- | ------------ |
| 1                     | ليا توماس                | الولايات المتحدة | Movistar Women            | 38 نقطة      |
| 2                     | مارتا باستيانيلي         | إيطاليا          | Alé BTC Ljubljana         | 31 نقطة      |
| 3                     | أرلينيس سيرا             | كوبا             | A.R. Monex Women's        | 30 نقطة      |
| 4                     | مارغريتا فيكتوريا غارسيا | إسبانيا          | Alé BTC Ljubljana         | 25 نقطة      |
| 5                     | أني سانستيبان            | إسبانيا          | Team BikeExchange         | 24 نقطة      |
| 6                     | لوسيندا براند            | هولندا           | Trek-Segafredo            | 23 نقطة      |
| 7                     | Jeanne Korevaar ‏         | هولندا           | Liv Racing                | 22 نقطة      |
| 8                     | Lizzie Deignan           | المملكة المتحدة  | Trek-Segafredo            | 22 نقطة      |
| 9                     | Teniel Campbell ‏         | ترينيداد وتوباغو | Team BikeExchange         | 15 نقطة      |
| 10                    | Veronica Ewers ‏          | الولايات المتحدة | Tibco-Silicon Valley Bank | 14 نقطة      |
| مصدر: ProCyclingStats |                          |                  |                           |              |

### تصنيف الجبال
| تصنيف الجبال          | تصنيف الجبال             | تصنيف الجبال     | تصنيف الجبال              | تصنيف الجبال |
| العداء                | العداء                   | البلد            | الفريق                    | النقاط       |
| --------------------- | ------------------------ | ---------------- | ------------------------- | ------------ |
| 1                     | Pauliena Rooijakkers ‏    | هولندا           | Liv Racing                | 45 نقطة      |
| 2                     | مارغريتا فيكتوريا غارسيا | إسبانيا          | Alé BTC Ljubljana         | 30 نقطة      |
| 3                     | لوسيندا براند            | هولندا           | Trek-Segafredo            | 24 نقطة      |
| 4                     | Katia Ragusa ‏            | إيطاليا          | A.R. Monex Women's        | 23 نقطة      |
| 5                     | لوسي كينيدي              | أستراليا         | Team BikeExchange         | 22 نقطة      |
| 6                     | ليا توماس                | الولايات المتحدة | Movistar Women            | 20 نقطة      |
| 7                     | Jeanne Korevaar ‏         | هولندا           | Liv Racing                | 16 نقطة      |
| 8                     | Emma Langley ‏            | الولايات المتحدة | Tibco-Silicon Valley Bank | 15 نقطة      |
| 9                     | أني سانستيبان            | إسبانيا          | Team BikeExchange         | 13 نقطة      |
| 10                    | Lucie Jounier ‏           | فرنسا            | Arkéa Pro Cycling Team    | 12 نقطة      |
| مصدر: ProCyclingStats |                          |                  |                           |              |

### تصنيف القتالية
| تصنيف المجموعة        | تصنيف المجموعة        | تصنيف المجموعة | تصنيف المجموعة | تصنيف المجموعة |
| العداء                | العداء                | البلد          | الفريق         | النقاط         |
| --------------------- | --------------------- | -------------- | -------------- | -------------- |
| 1                     | Pauliena Rooijakkers ‏ | هولندا         | Liv Racing     | 18 نقطة        |
| 2                     | Jeanne Korevaar ‏      | هولندا         | Liv Racing     | 27 نقطة        |
| 3                     | لوسيندا براند         | هولندا         | Trek-Segafredo | 31 نقطة        |
| مصدر: ProCyclingStats |                       |                |                |                |

## تصانيف فرعية

### تصنيف أفضل عداء
| تصنيف أفضل عداء       | تصنيف أفضل عداء   | تصنيف أفضل عداء | تصنيف أفضل عداء            | تصنيف أفضل عداء |
| العداء                | العداء            | البلد           | الفريق                     | النقاط          |
| --------------------- | ----------------- | --------------- | -------------------------- | --------------- |
| 1                     | Nicole Steigenga ‏ | هولندا          | Doltcini-Van Eyck-Proximus | 29 نقطة         |
| 2                     | Katia Ragusa ‏     | إيطاليا         | A.R. Monex Women's         | 26 نقطة         |
| 3                     | ثاليتا دي جونج    | هولندا          | Bingoal-Chevalmeire        | 23 نقطة         |
| مصدر: ProCyclingStats |                   |                 |                            |                 |

### تصنيف أفضل شاب
| تصنيف أفضل شاب        | تصنيف أفضل شاب      | تصنيف أفضل شاب  | تصنيف أفضل شاب                    | تصنيف أفضل شاب |
| العداء                | العداء              | البلد           | الفريق                            | الوقت          |
| --------------------- | ------------------- | --------------- | --------------------------------- | -------------- |
| 1                     | Henrietta Christie ‏ | نيوزيلندا       | Bepink                            | 23 س 29 د 05 ث |
| 2                     | Amandine Fouquenet ‏ | فرنسا           | Arkéa Pro Cycling Team            | + 8 د 48 ث     |
| 3                     | Mireia Trias ‏       | إسبانيا         | Massi Tactic                      | + 10 د 41 ث    |
| 4                     | Ally Wollaston ‏     | نيوزيلندا       | NXTG Racing                       | + 32 د 00 ث    |
| 5                     | Amelia Sharpe ‏      | المملكة المتحدة | NXTG Racing                       | + 35 د 56 ث    |
| 6                     | Gaia Masetti ‏       | إيطاليا         | Top Girls Fassa Bortolo           | + 37 د 41 ث    |
| 7                     | Ilse Pluimers ‏      | هولندا          | NXTG Racing                       | + 37 د 43 ث    |
| 8                     | Maëva Squiban ‏      | فرنسا           | Stade Rochelais Charente-Maritime | + 49 د 13 ث    |
| 9                     | Alice Coutinho ‏     | فرنسا           | Sopela Women's Team               | + 51 د 04 ث    |
| 10                    | Giorgia Vettorello ‏ | إيطاليا         | Top Girls Fassa Bortolo           | + 54 د 27 ث    |
| مصدر: ProCyclingStats |                     |                 |                                   |                |

## وصلات خارجية
- الموقع الرسمي
- لمحة عن سباق تور دي آرديش للسيدات 2021 على موقع  ProCyclingStats   (برو  سايكلنج  ستاتس) - إحصاءات  محترفي  الدراجات.
- تور دي آرديش للسيدات 2021 على موقع إحصائيات الدراجات الإحترافية (الإنجليزية)